# أولاد الناس (مسلسل مغربي)
أولاد الناس هو مسلسل مغربي من إخراج فريدة بورقية سنة 1999، وبطولة كل من نعيمة المشرقي، عبد القادر مطاع، عزيز موهوب،  محمد بن براهيم، مصطفى سلمات، فضيلة بن موسى، محمد البسطاوي، محمد خيي، وغيرهم. بث المسلسل على القناة الأولى المغربية. يحكي المسلسل مجموعة من القصص الإنسانية في المجتمع المغربي.

## القصة
تريد فطومة الزواج من أي شخص لتتخلص من سطوة وتحكم والدها فيها، ويموت وتقرر زوجته فتح محله ويحاول زيدون التحايل عليها ويتصدى له مهدي الذي تزوج من فطومة، وتسوء معاملة المهدي لفطومة بعد استيلائه على أموالها مع توالي الأحداث.

## طاقم التمثيل
- نعيمة المشرقي
- عبد القادر مطاع
- عزيز موهوب
- محمد بن براهيم
- مصطفى سلمات
- فضيلة بن موسى
- محمد البسطاوي
- محمد خيي
- أمال التمار
- زهور السليماني
- نعيمة بوحمالة
- محمد بوغابة
- مصطفى يدين
- سعيدة باعدي
- حفيظة باعدي
- حسن مكيات
- سعد التسولي
- محمود بلحسن
- هشام بهلول
- محمد التسولي
- بشرى أهريش
- سعاد النجار
- محمد مروازي
- مليكة الحماوي
- بنعيسى الجيراري
- كمال كاظمي

## وصلات خارجية
- أولاد الناس على موقع قاعدة بيانات الأفلام العربية